# 唐·紐康伯
唐納·紐康伯（英語：Donald Newcombe，1926年6月14日—2019年2月19日），綽號「紐克」，為美國職棒大聯盟的投手。生涯前期在黑人聯盟，後來加入道奇、紅腿/紅人與印地安人等隊，甚至還效力過日職的中日龍隊。
紐康伯是第一位在職業生涯囊括新人王、年度MVP與賽揚獎的球員。大聯盟也一直到2011年才又有第二位選手達成此成就。而紐康伯在1949年也成為史上第一位於世界大賽出場的黑人選手。1951年，他拿下單季20勝為黑人選手首位。1956年，他成為史上第一位同年拿下賽揚獎與年度MVP的選手。
紐康伯雖然是名投手，不過他的打擊實力相當出色。生涯打擊率為2成71，並敲出15轟。在當時常常以代打身分上場打擊無數次，在當時對於投手來說是很罕見的情形。

## 職業生涯
1944年和1945年，紐康伯在黑人聯盟短暫出賽幾場比賽後，便與道奇簽下合約。他和捕手羅伊·坎潘奈拉成為美國20世紀第一批在大聯盟體系球隊出賽的黑人球員。
1949年5月20日，紐康伯成為第三位登上大聯盟的非裔美國籍投手。當時他在黑人聯盟球隊的總教練在紐康伯拿下17勝後便馬上與道奇隊談妥合約事宜。:p.288他也在大聯盟第一年幫助球隊打進世界大賽。1949年，他和傑基·羅賓森、羅伊·坎潘奈拉、Larry Doby成為第一批入選明星賽的黑人球員。紐康伯也在那年拿下新人王。1950年和1951年，他分別拿下19勝與20勝，並在1951年拿下三振王。那年道奇與巨人在爭奪國聯冠軍，結果紐康伯在最後一場比賽被總教練換下，由Ralph Branca登板救援。結果巨人隊的巴比·湯森敲出再見全壘打，成功闖進世界大賽。
1952年和1953年，紐康伯因為韓戰爆發加入美軍服役。1954年才回歸大聯盟，並拿下9勝8敗，防禦率4.55。但是他隔年強勢拿下20勝5敗，防禦率3.20。該年道奇隊成功拿下隊史首冠。1956年，紐康伯投出了職業生涯最棒的一季。該年他拿下27勝7敗，防禦率3.06。拿下18次完投與5次完封，成為第一屆賽揚獎的得主。然而他在世界大賽卻被洋基隊的尤吉·貝拉敲出3發全壘打—他在第二場被貝拉敲出滿貫砲，第七場又被他敲出雙響砲。最後洋基4勝3敗拿下世界大賽冠軍。
1958年，道奇隊搬到洛杉磯。結果紐康伯像是水土不服一樣，開季吞下0勝6敗。最後他在球季中被交易至紅人，換來Steve Bilko、Johnny Klippstein以及兩名日後指定球員。合計他在紅人隊拿下24勝21敗，1960年季中，他被交易到印地安人。他在拿下2勝3敗後被球隊釋出，也結束了他的大聯盟生涯。許多人都認為紐康伯是因為酒精成癮才會導致成績大幅度衰退。
1962年5月28日，紐康伯遠赴東洋加盟日職的中日龍隊。不過他幾乎以外野手和一壘手身分上場，並只投過一場球。該年他出賽81場比賽，打擊率為2成62，並敲出12轟與43分打點。
紐康伯生涯合計拿下149勝90敗，防禦率3.56，並送出1129次三振。另外他曾在1955年敲出7轟，生涯打擊率2成71為投手史上第9高。

## 退休之後
1970年代晚期，紐康伯成為道奇隊的事務總監。2009年3月，他成為隊上的主席特殊顧問。
2016年，他入選了棒球文物館(Baseball Reliquary)裡的永恆之殿(Shrine of the Eternals)。

## 個人生活
紐康伯一生有過3段婚姻，他分別在1960年和1994年與他的前兩任妻子離婚。
在職業生涯末期，紐康伯患上了酒精成癮。他還為了買酒喝典當了他的世界大賽冠軍戒。1966年，在他妻子以離婚作為威脅的情況下，紐康伯終於戒酒成功。他也利用他的自身經驗幫助許多人遠離藥物濫用的問題，包含他的前隊友毛利·威爾斯。
2010年，參議員芭芭拉·柏克瑟舉了一場募款活動。當時紐康伯和時任美國總統歐巴馬都有到場。當時歐巴馬還曾說過一句話 ：

要是沒有羅賓森和紐康伯的努力，我現在不會成為美國總統。
- 巴拉克·歐巴馬, 2010年4月19日.
2019年2月19日，紐康伯因病去世，享壽92歲。他最後被安葬在洛杉磯國家公墓裡。

## 外部連結
- 球員資訊和成績在MLB ，ESPN ，Retrosheet ，Baseball Reference ，Baseball Reference (Minors) ，Fangraphs ，The Baseball Cube （英文）